# Delage D8
Pour les articles homonymes, voir Delage et D8 (homonymie).
La Delage D8 ou Delage Type D8 (variante 8 cylindres des Delage D4 et Delage D6) est une voiture de prestige du constructeur automobile français Delage, fabriquée entre 1929 et 1939 par Delage (puis Delahaye à partir de 1935).

## Historique
Delage est une des marques de voitures françaises les plus prestigieuses d'entre-deux-guerres, entre autres champion du monde des constructeurs 1927 avec ses Delage 15 S8 de Grand Prix à moteurs 8 cylindres conçus par Albert Lory (1926-27). 

Delage 15 S8 8 cylindres (1926-27)
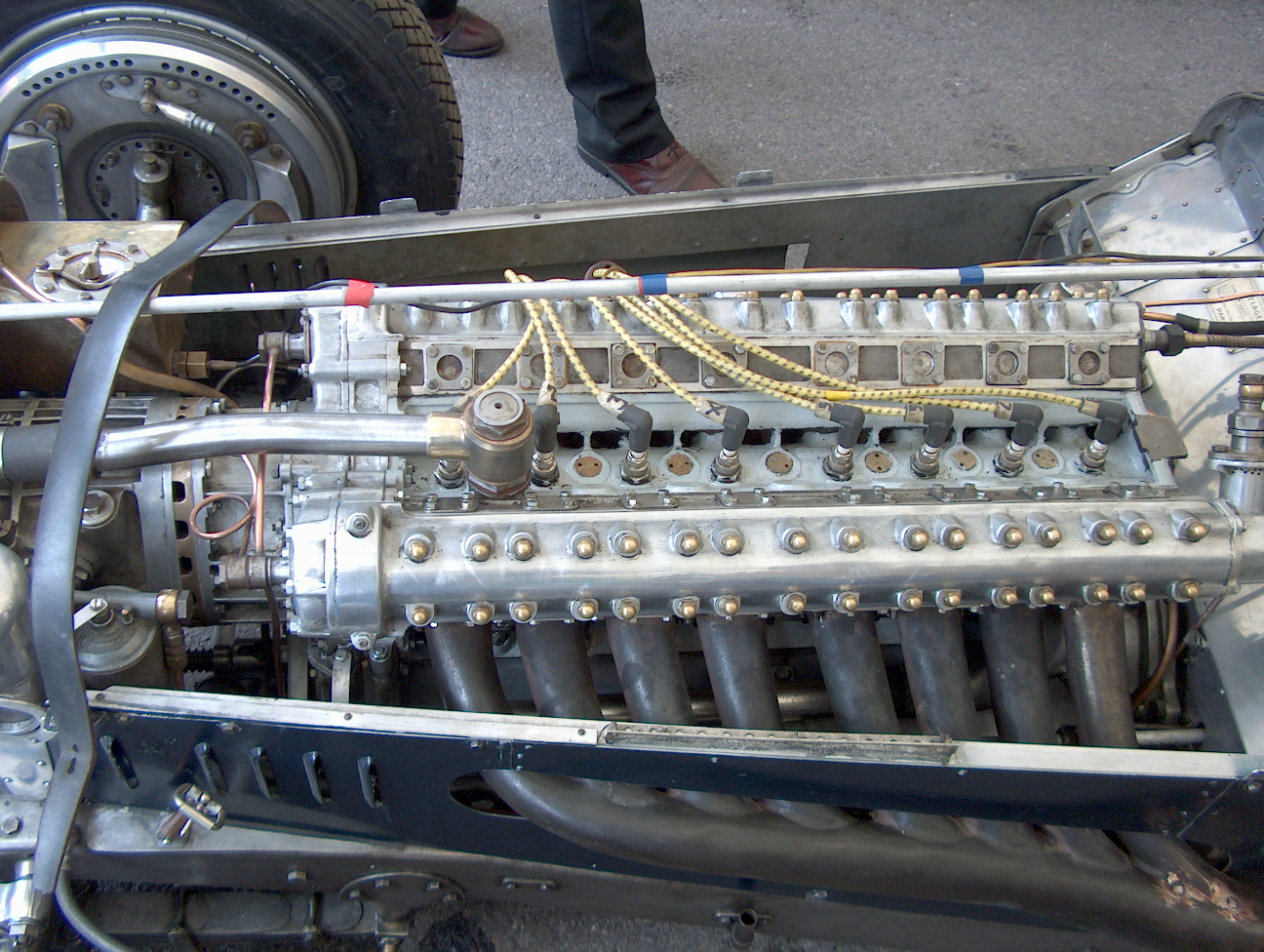
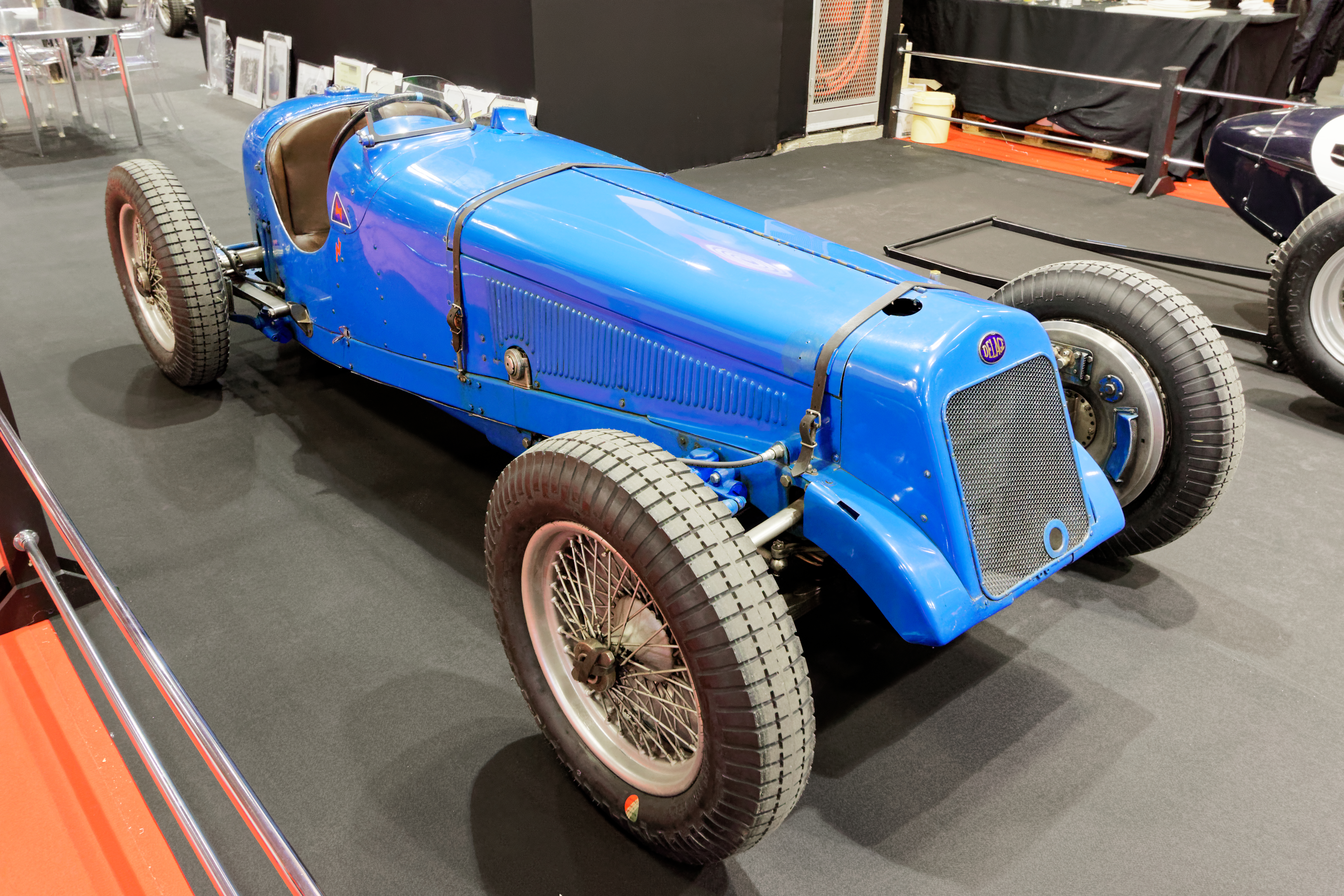
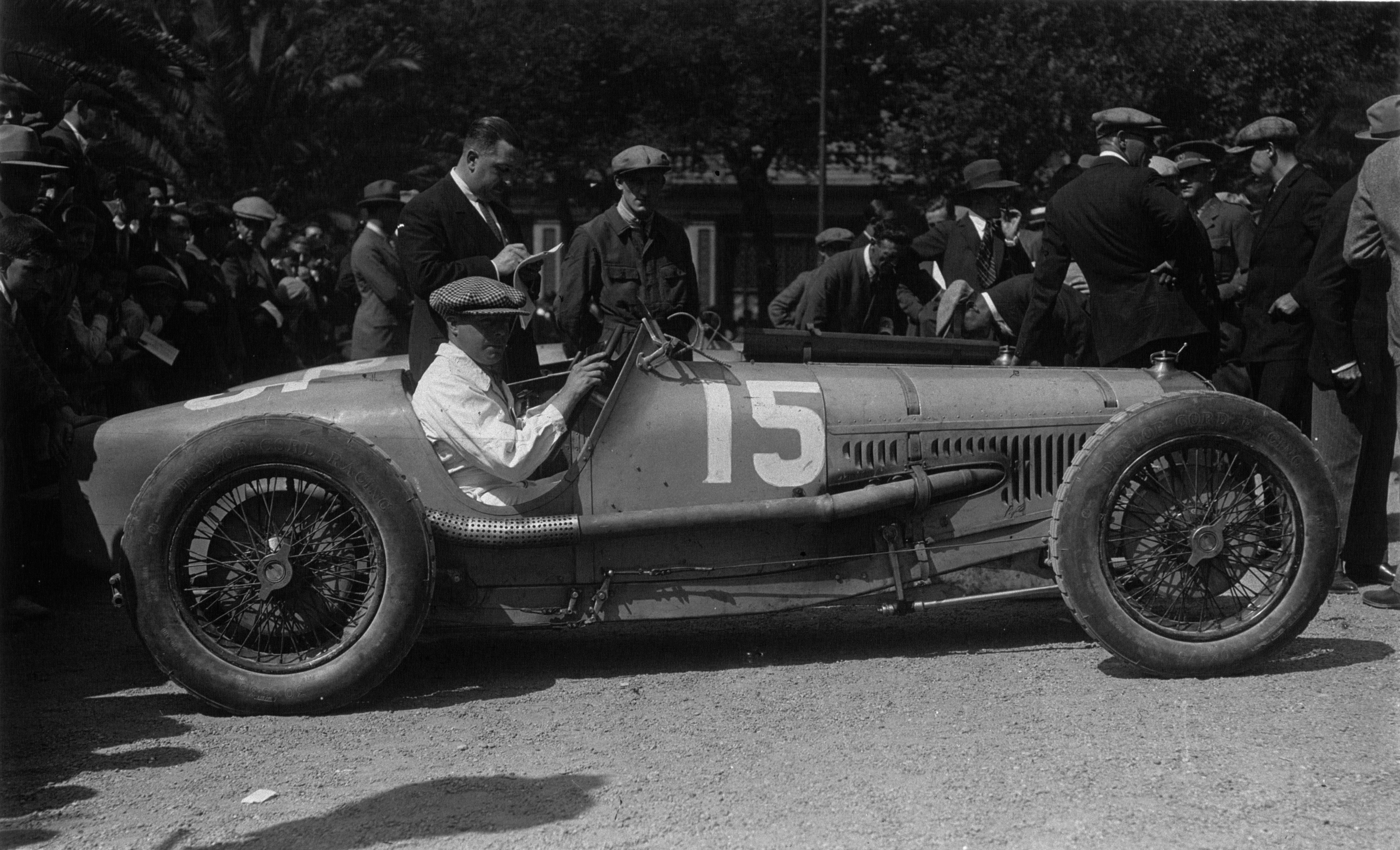

La Delage D8 (à moteur 8 cylindres en ligne, 16 soupapes, de 4 L) est présentée au salon automobile de Paris 1929 (quelques jours avant le krach de 1929 et début de la Grande Dépression) pour succéder, avec les Delage D6, aux Delage DI, Delage D4, Delage GLS et Delage DM à moteurs 6 cylindres, et pour rivaliser avec Hispano-Suiza, Bentley, Packard Eight, Duesenberg J, et autres Bugatti 8 cylindres de prestige de l'époque...

Quelque modèles
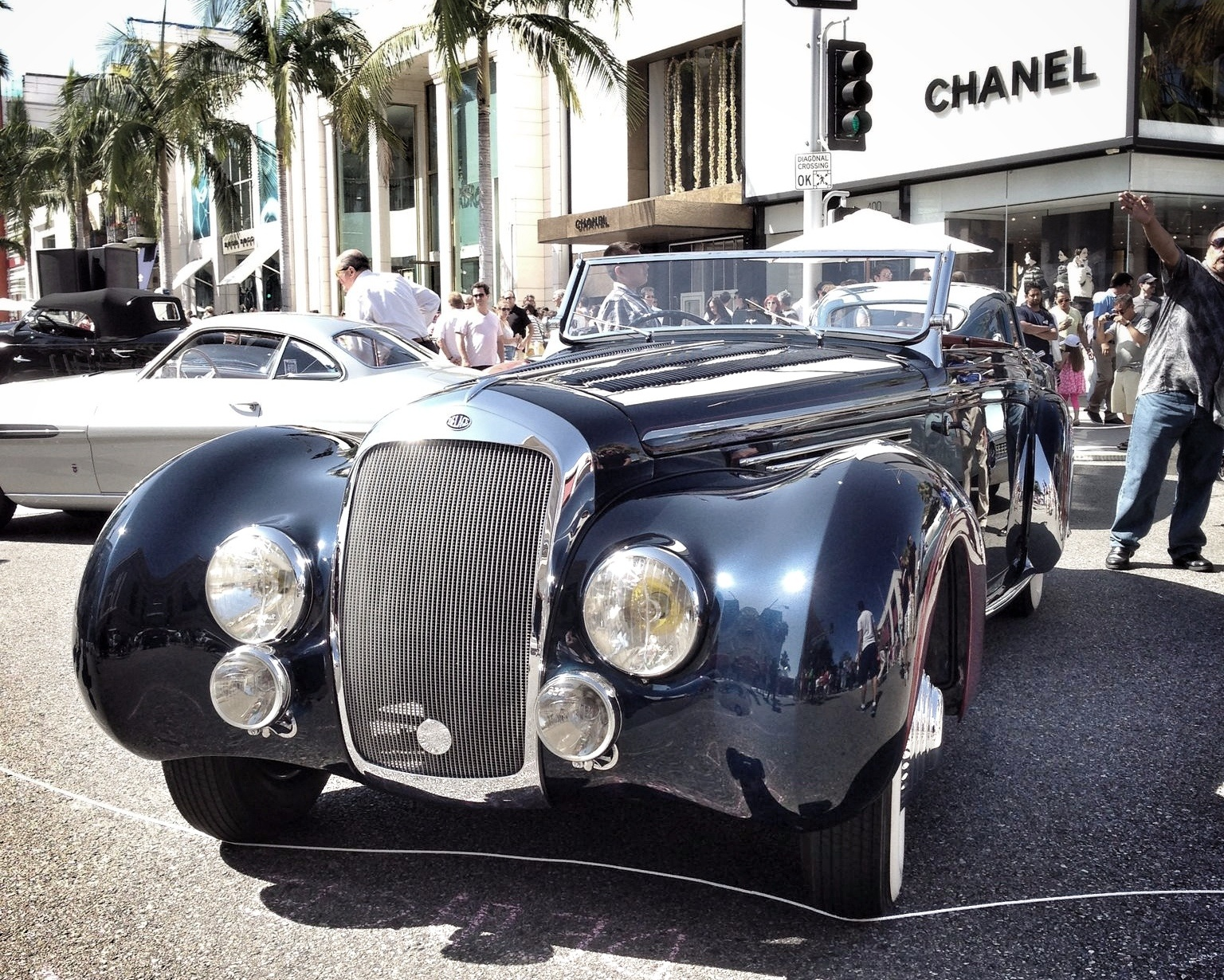
D8-120 roadster Grand Luxe Henri Chapron (1939)
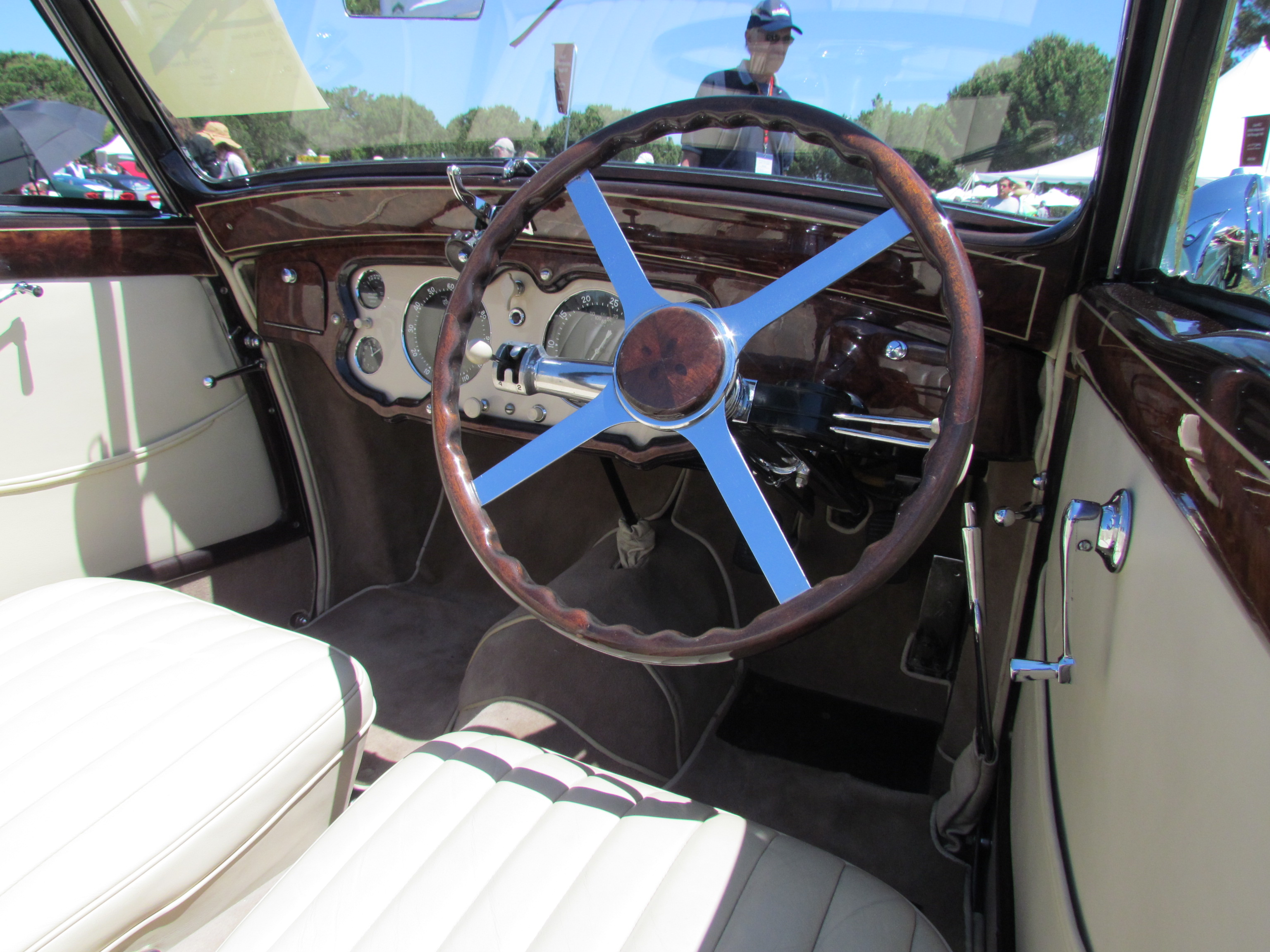
Intérieur D8-120 Henri Chapron
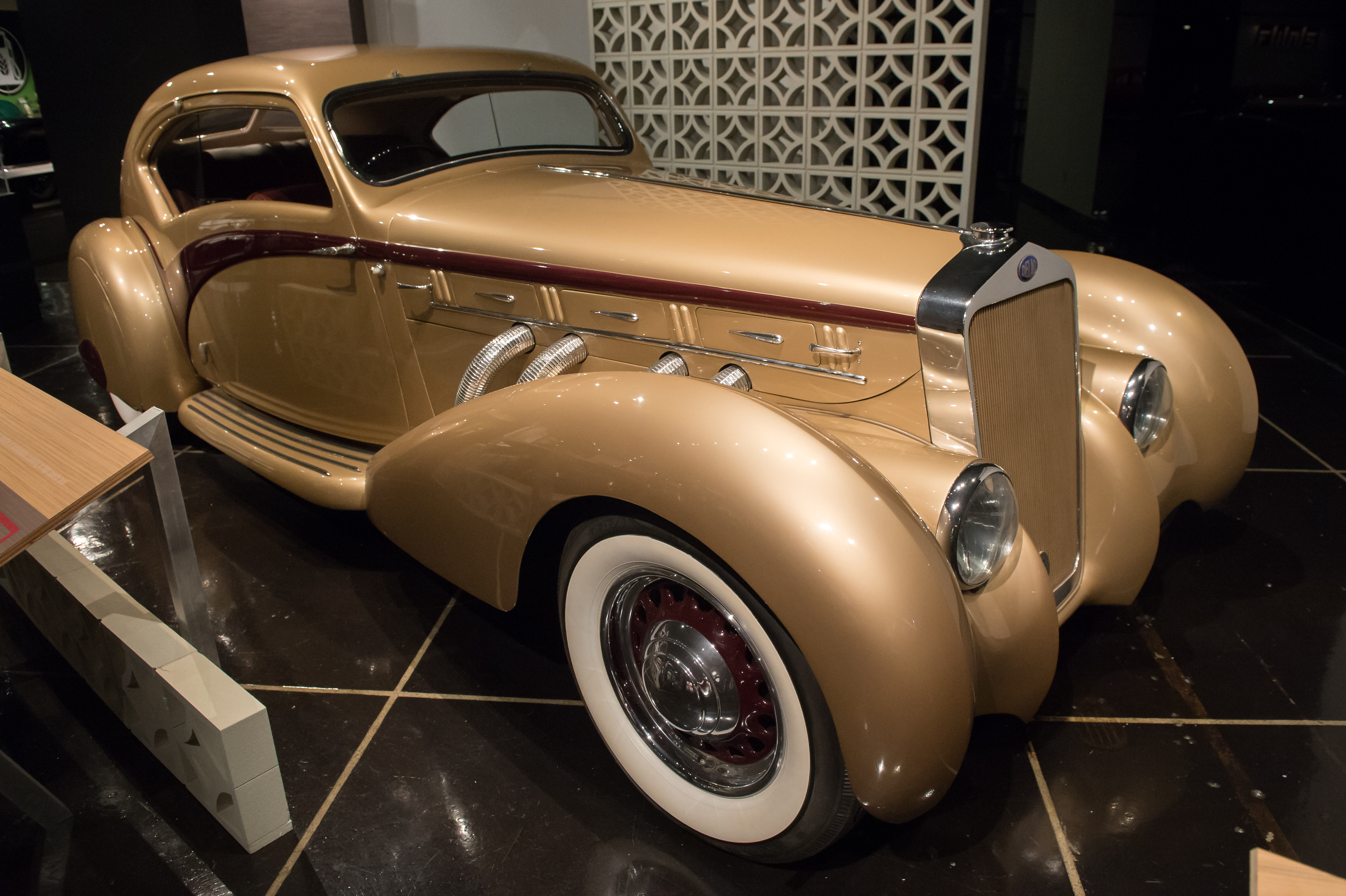
D8 Coupé aérosport Letourneur & Marchand (1937)

- 1929 : D8 (moteur 8 cylindres 4 L - 4061 cm³)
- 1932 : D8-S (coupé sport Speedster) et SS de 145 ch, pour 160 km/h
- 1933 : D8-15 (15 chevaux fiscaux, avec cylindrée réduite à 2,7 L - 2668 cm³)
- 1934 : D8-85 et D8-105 (avec cylindrées de 2,7 et 3,6 L)

La Grande Dépression contraint Louis Delâge à fermer ses usines de Courbevoie en avril 1935, et à revendre sa marque à son principal concurrent Delahaye, dont il devient filiale des modèles haut de gamme, avec ses Delage D8-100 (de 4,3 L) et D8-120 (de 4,7 L pour 160 Km/h),. La production des Delage est transférée à l'usine Delahaye rue Pirandello du 13e arrondissement de Paris (ou sont entre autres produites les Delahaye Type 135 à moteur 6 cylindres). La production est arrêtée en 1939 à la suite de la déclaration de la Seconde Guerre mondiale et à la réquisition des usines Delahaye pour l'effort de guerre (quelques derniers châssis-moteurs fabriqués avant guerre ne sont carrossés qu'après la Libération de la France de 1944-45).

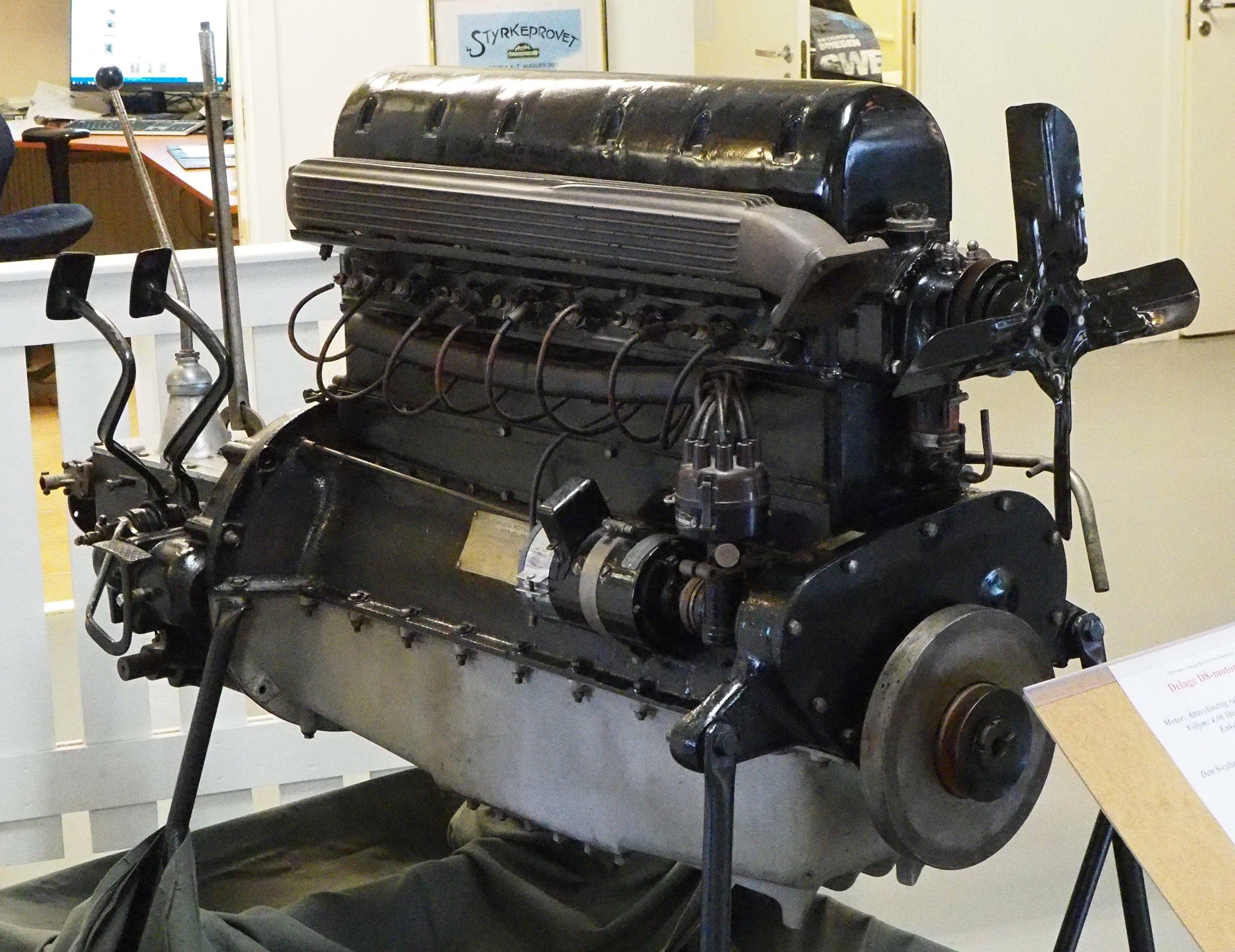
8 cylindres en ligne D8

### Motorisation
Le moteur 8 cylindres en ligne de 4 L (4061 cm³) d'origine est décliné du moteur 8 cylindres des Delage 15 S8 de Grand Prix, victorieuses du champion du monde des constructeurs 1927, et nombreux Grands Prix automobiles de la saison 1927, pour des puissances de 80 à 145 ch, pour près de 160 km/h de vitesse de pointe.

### Carrosseries
Les châssis-moteurs Delage sont carrossés par les plus prestigieux carrossiers français indépendants de l’époque, dont Letourneur & Marchand, Henri Chapron, Jacques Saoutchik, Figoni & Falaschi, Marcel Pourtout, De Villars, Fernandez & Darrin... 

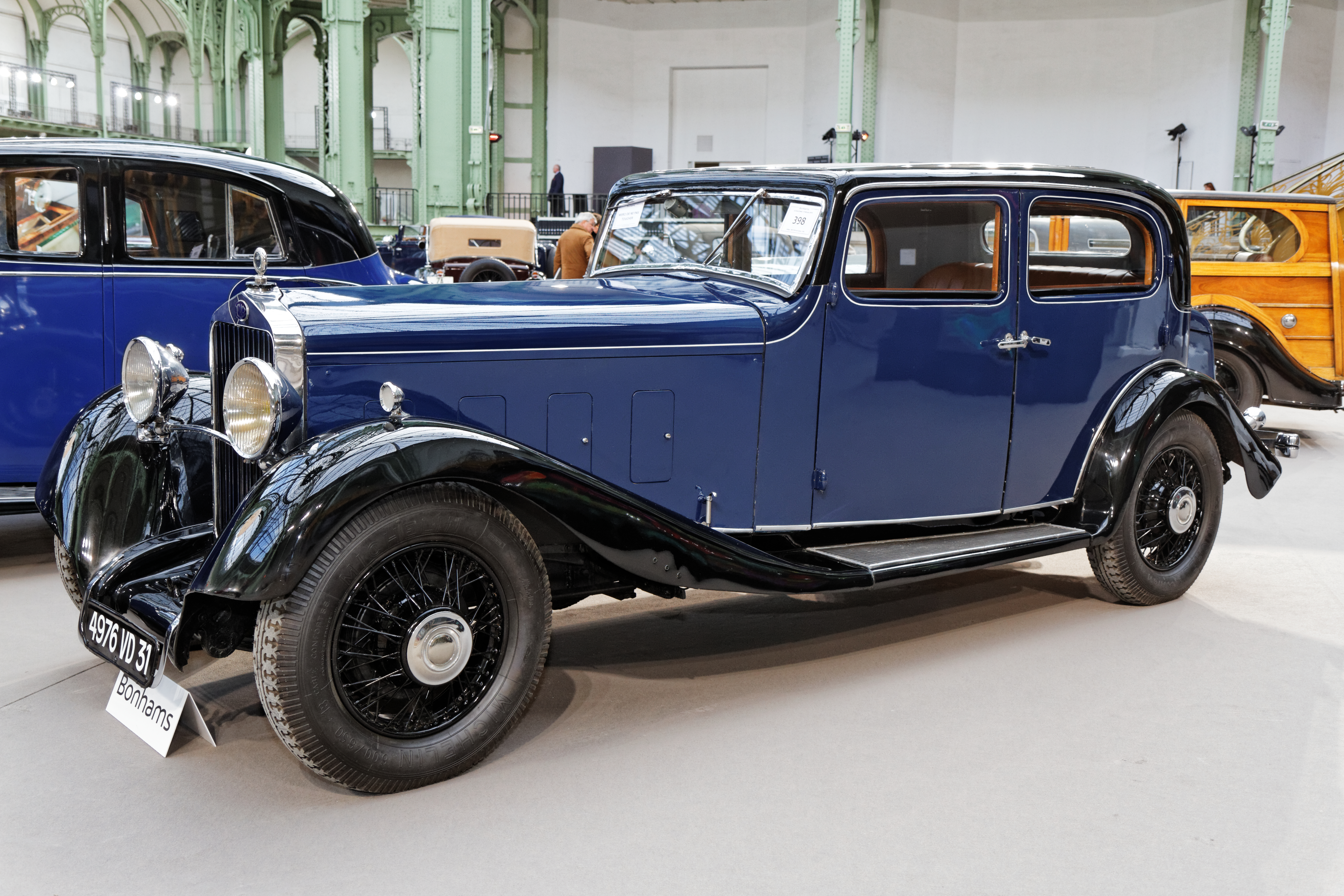
D8-15 S (1934)
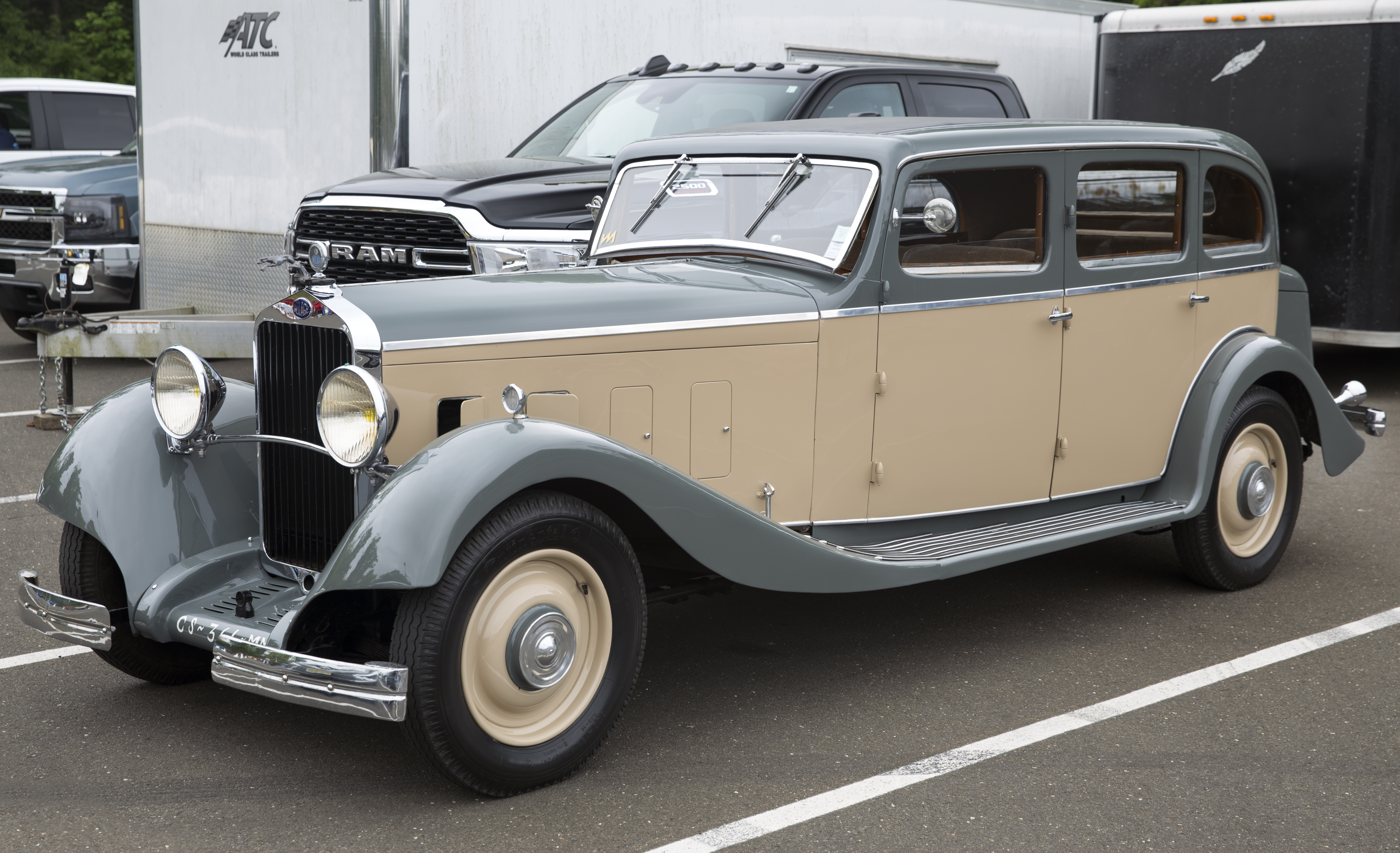
D8-15 Conduite Intérieure 6 glaces (1934)
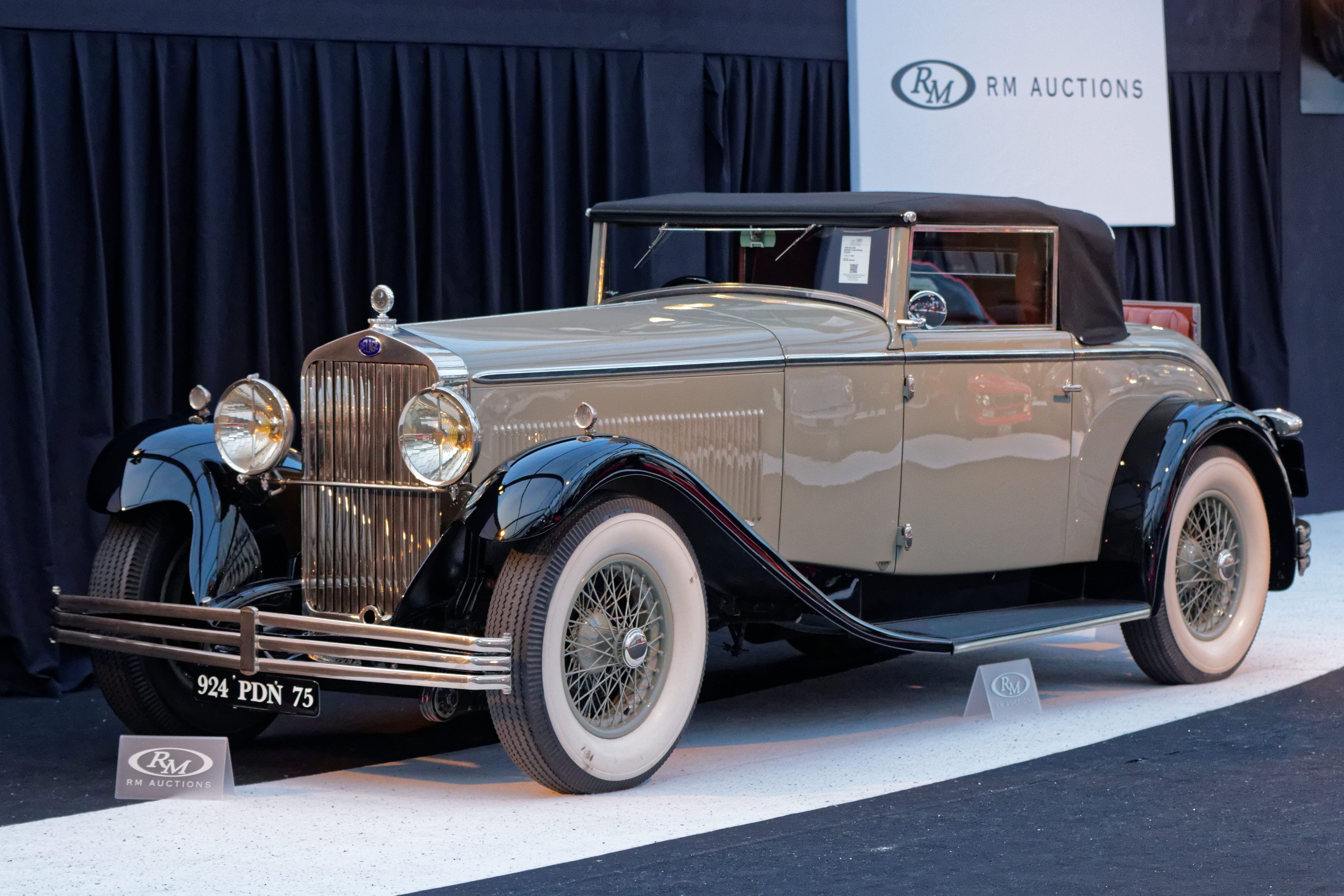
Séries C Drophead Coupé (1930)
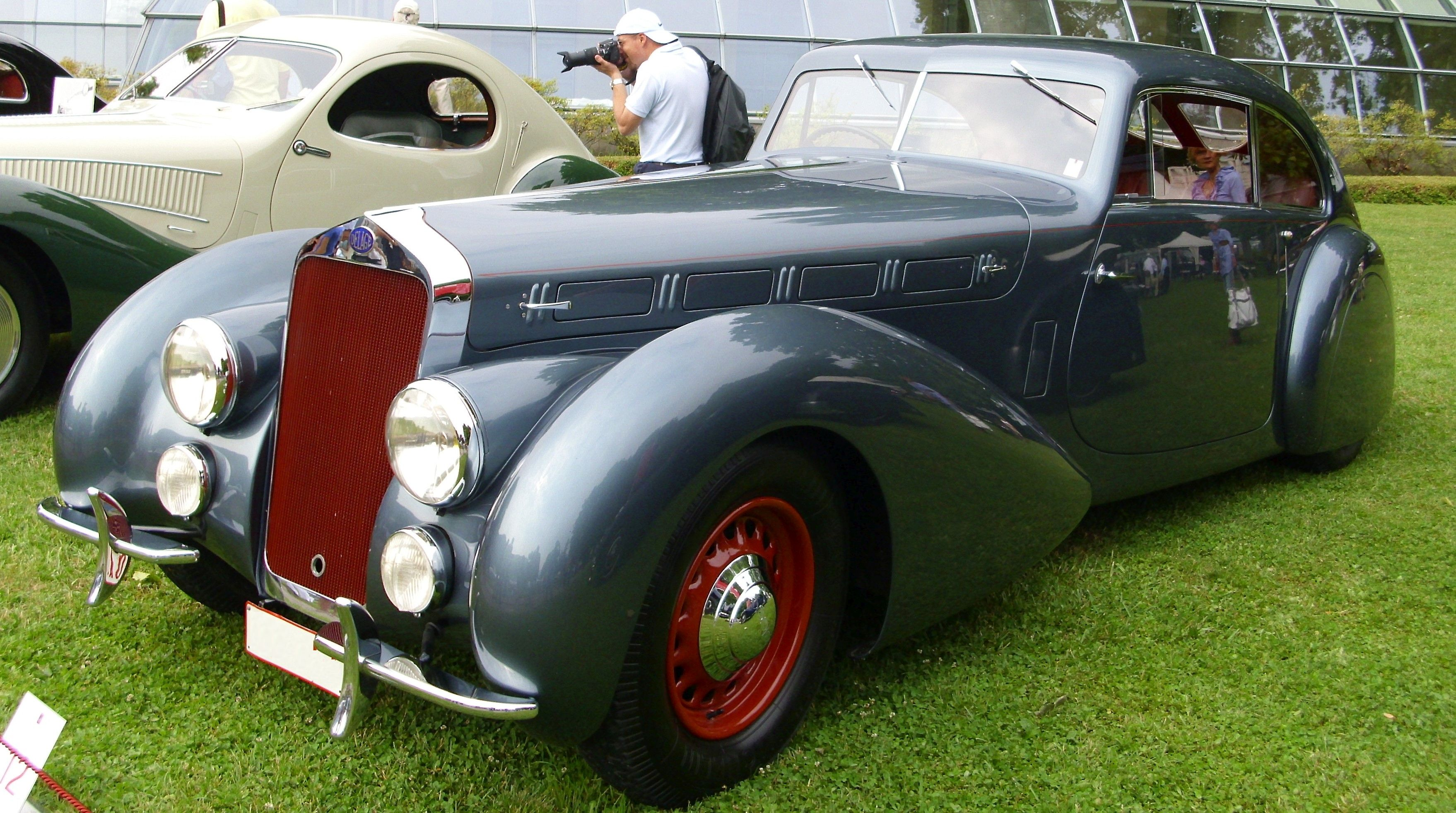
D8 120-S Marcel Pourtout (1938)
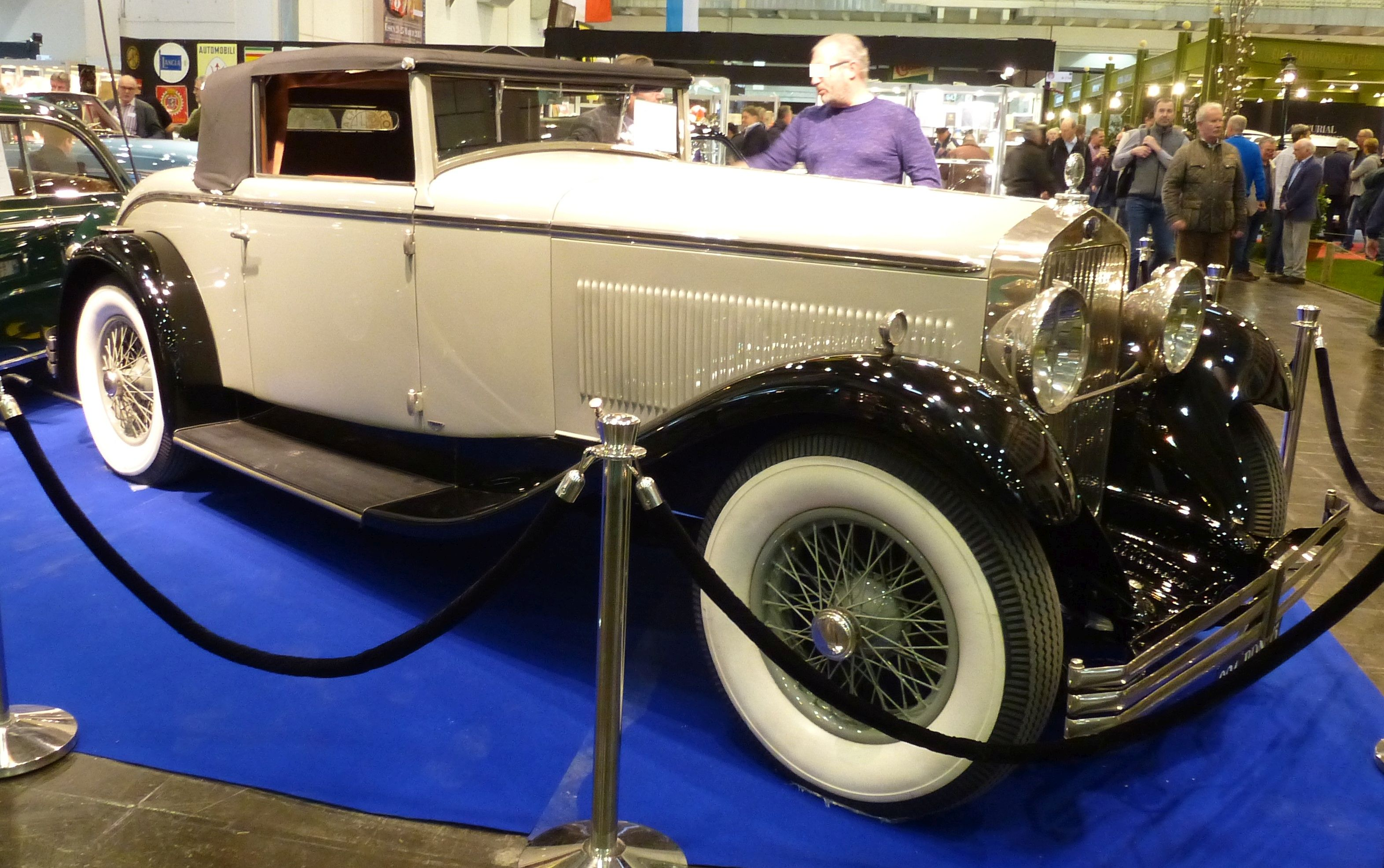
Roadster Figoni & Falaschi (1930)
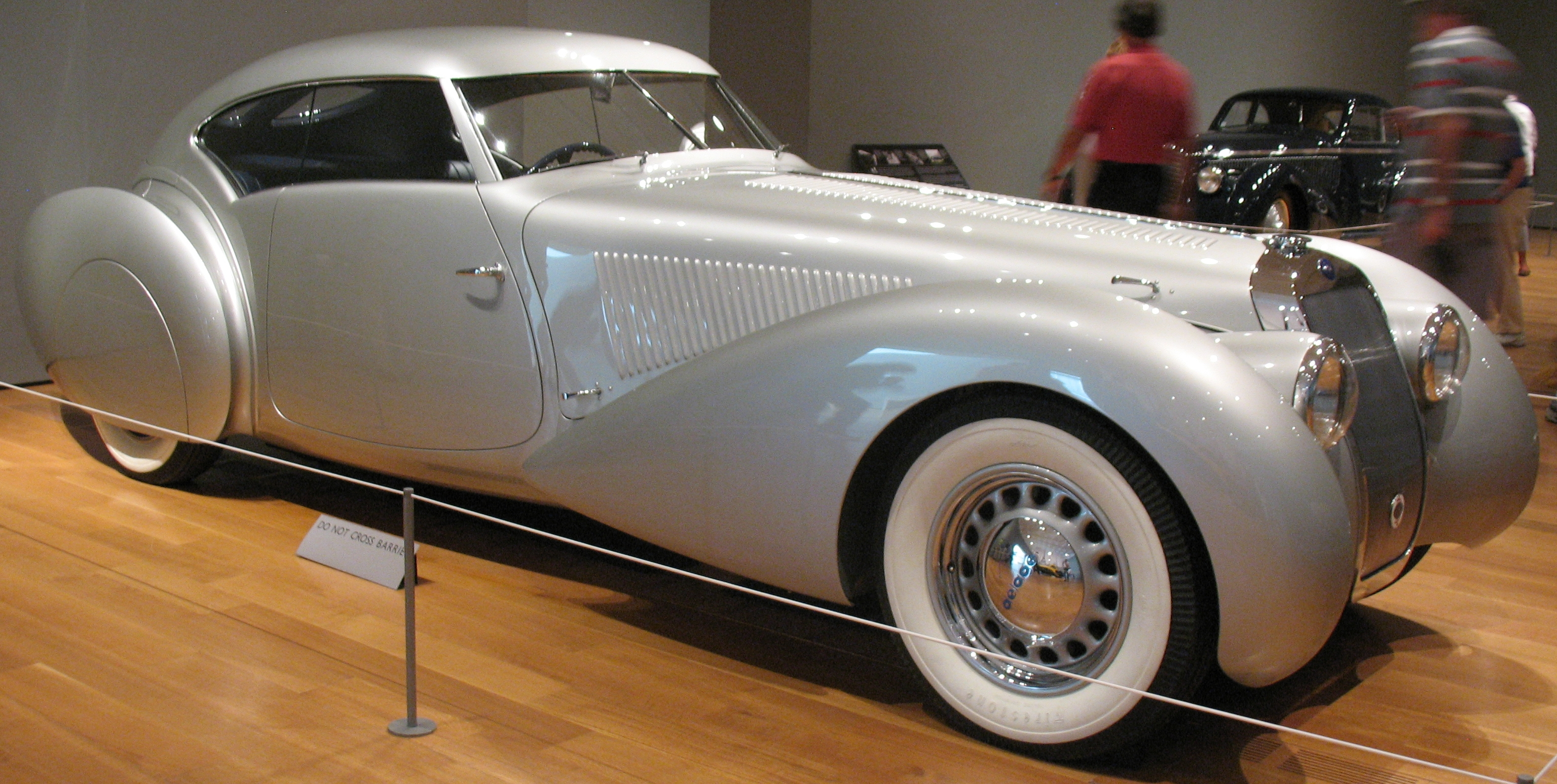
D8 120-S Marcel Pourtout (1938)
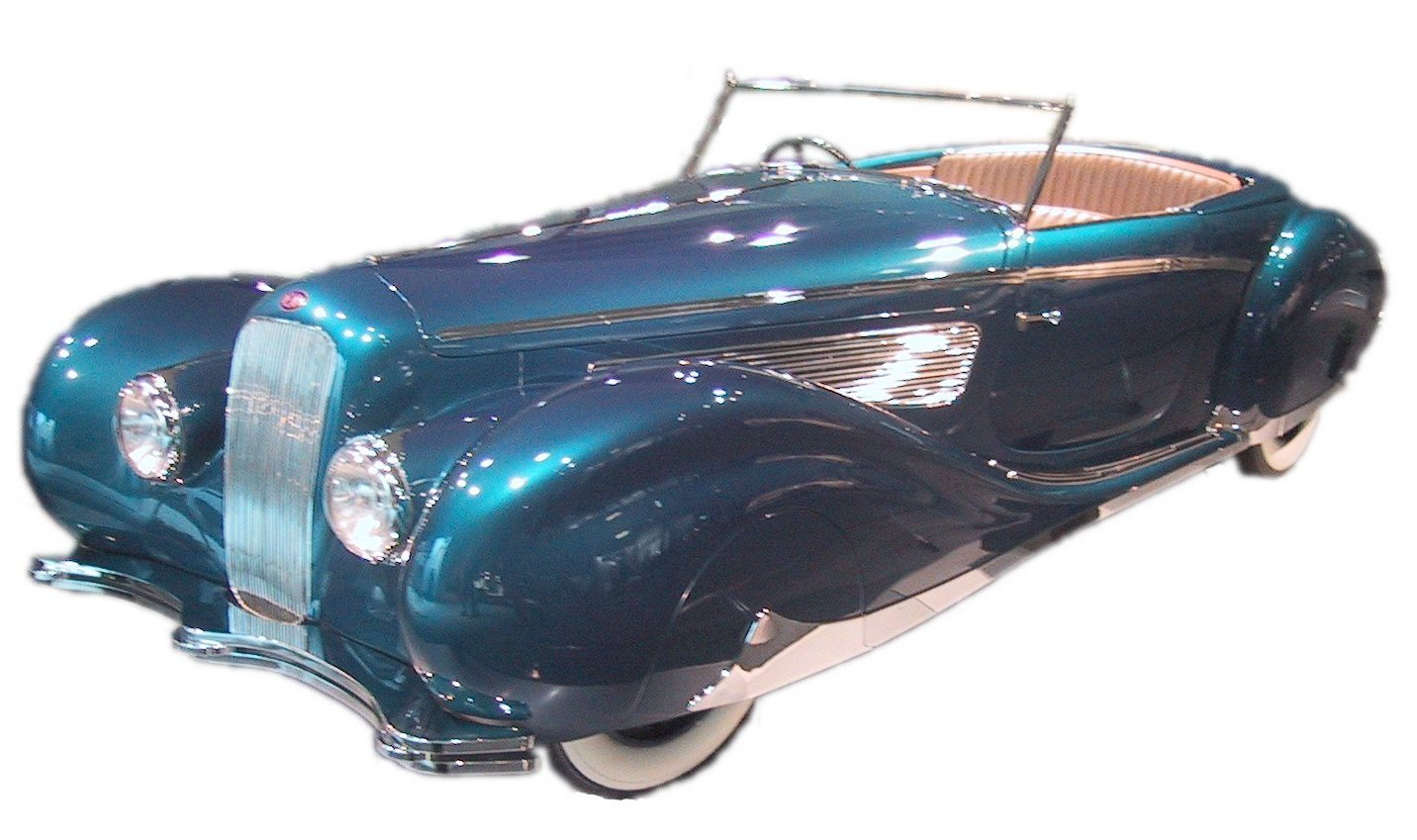
D8-120 Jacques Saoutchik (1939)
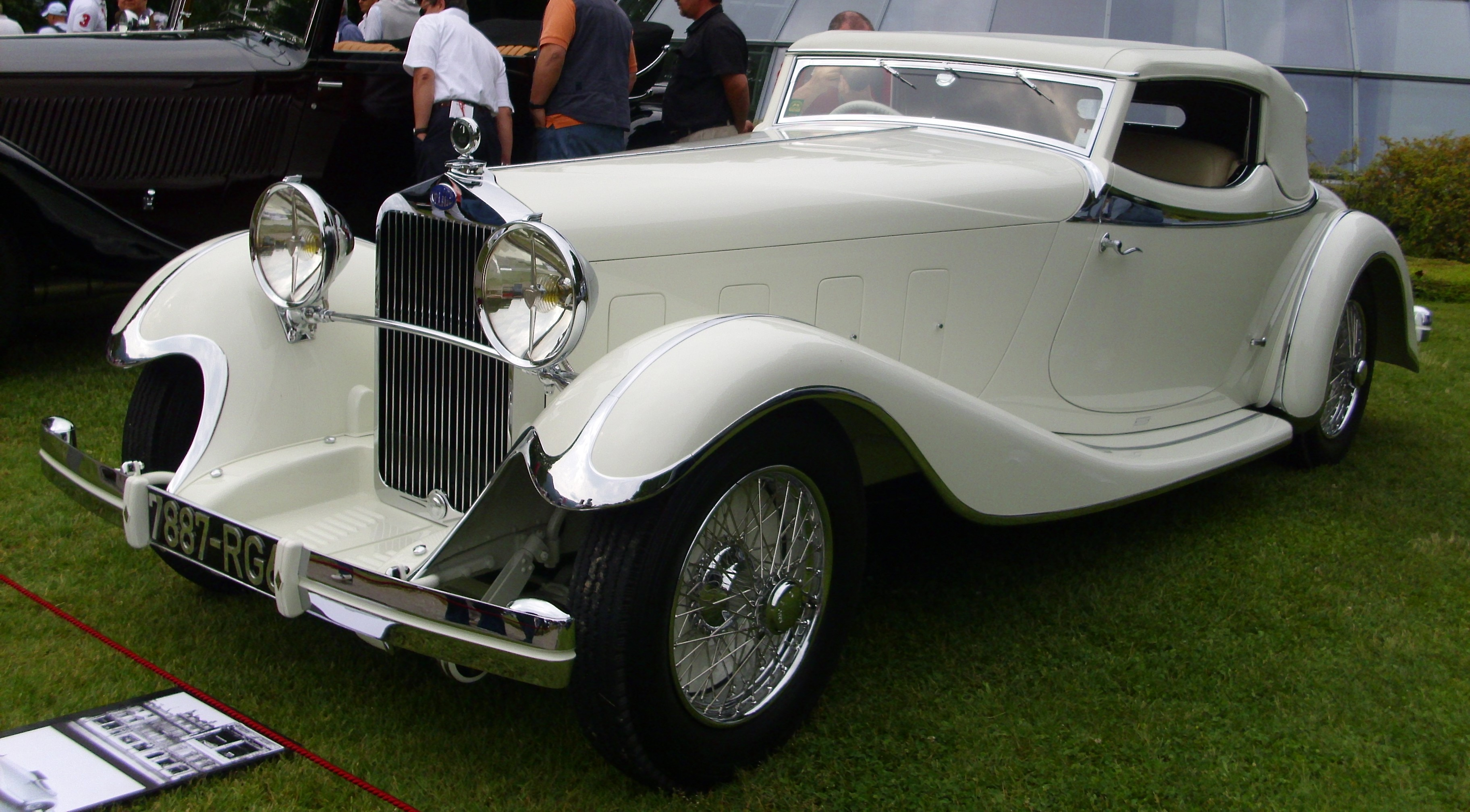
D8-S Speedster De Villars (1933)
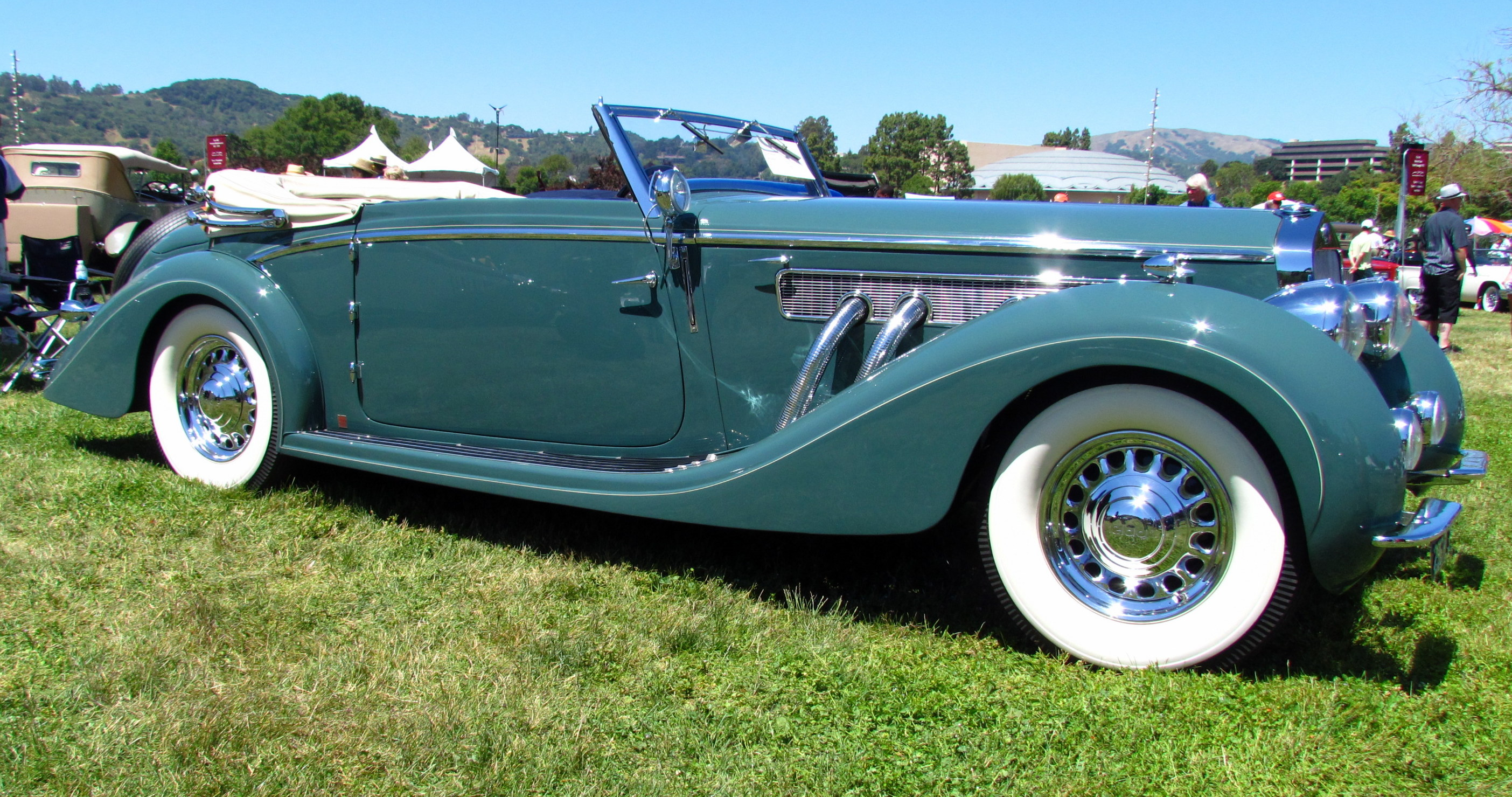
D8-120 Drop Head Coupe Henri Chapron (1937)
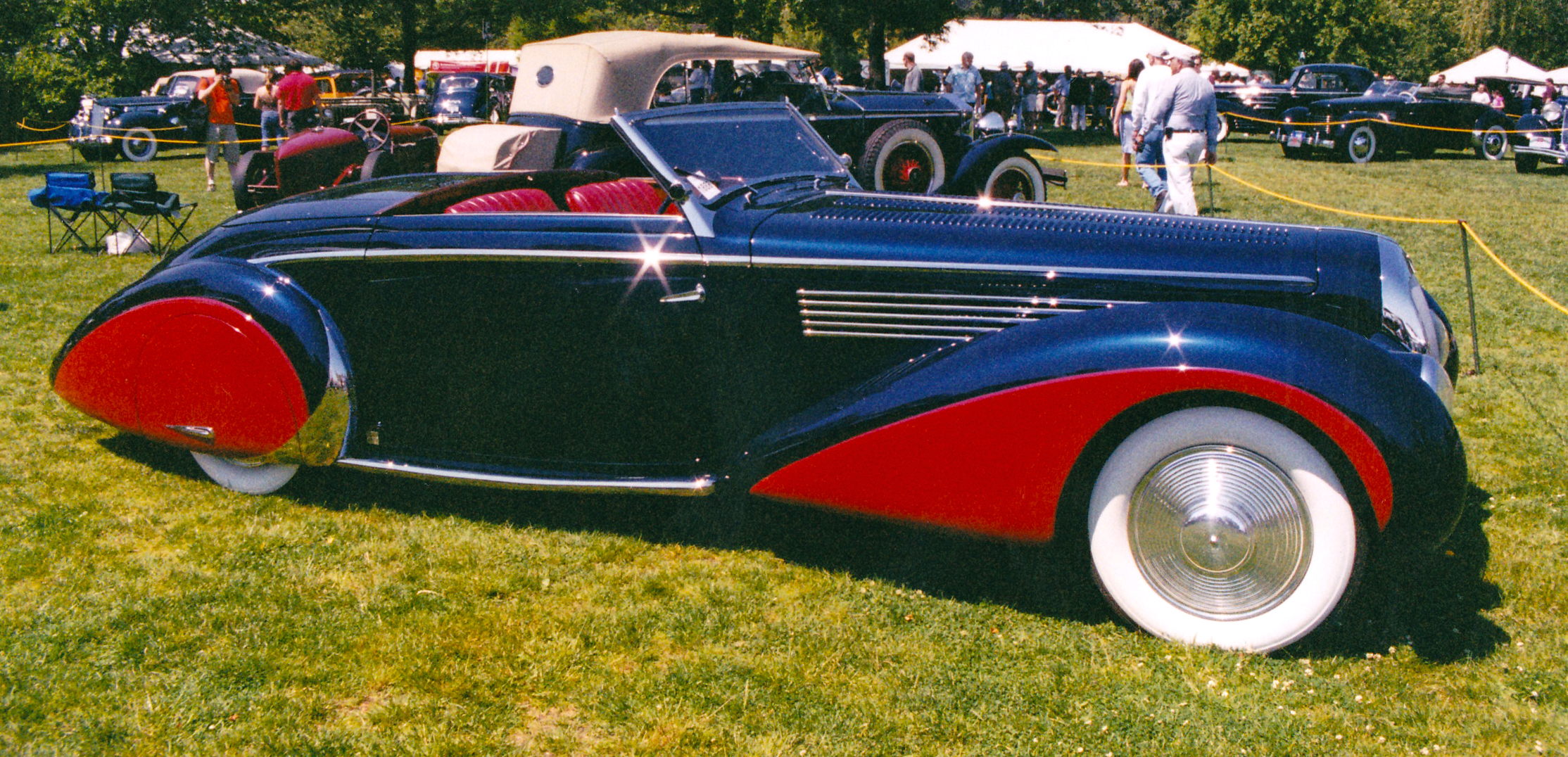
D8-120 Grand Luxe Henri Chapron (1939)

## Modèles

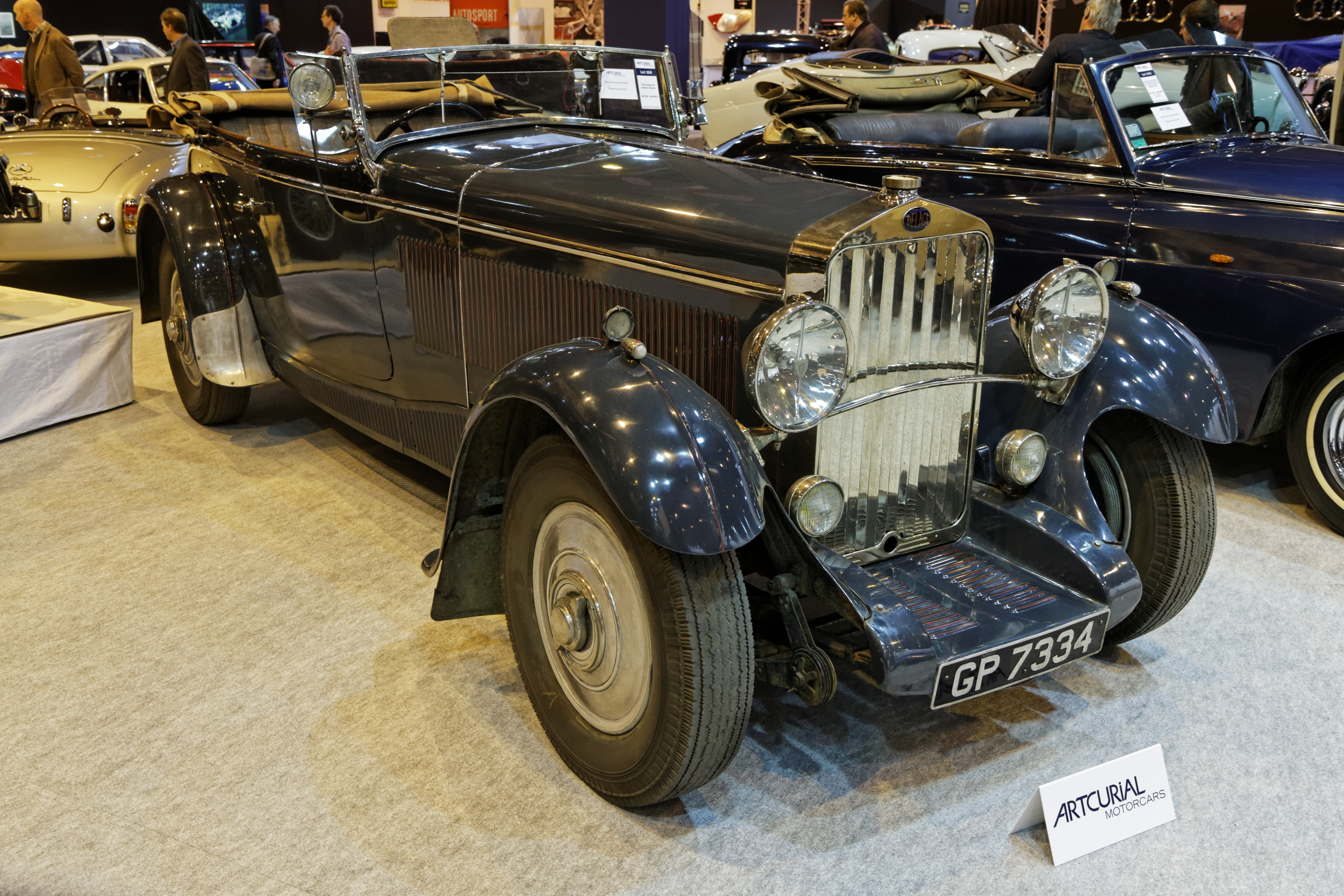
D8 roadster Henri Chapron (1931)

- Delage D8 (1929-1934) (105 ch - 4 L - 4061 cm³)
- D8 S (sport) 120 ch et D8 SS 145 ch (double carburateur)
- Delage D8-15 (1933-34) (80 ch - 2668 cm³)
- Delage D8-85 (1934-35) (85 ch - 3570 cm³)
- Delage D8-105 (1934-35) (105 ch)
- Delage D8-100 (1936-40) (100 ch - 4,3 L)
- Delage D8-120 (1937-40) (120 ch - 4,7 L)

## Au cinéma
- 1951 : Un Américain à Paris, comédie musicale de Vincente Minnelli. Gene Kelly et Nina Foch visitent Paris avec une Delage D8 cabriolet[7].